# Tipula (Lunatipula) dolores
Tipula (Lunatipula) dolores is een tweevleugelige uit de familie langpootmuggen (Tipulidae). De soort komt voor in het Palearctisch gebied.